# Katharinenfelsen
Das Gebiet Katharinenfelsen ist ein mit der Verordnung vom 16. Februar 1989 durch das Regierungspräsidium Tübingen ausgewiesenes Naturschutzgebiet (NSG-Nummer 4.154) im Nordwesten der baden-württembergischen Stadt Überlingen am Bodensee in Deutschland.

## Lage
Das rund vier Hektar große Naturschutzgebiet Katharinenfelsen gehört naturräumlich zum Bodenseebecken. Es liegt nordwestlich von Überlingen und nördlich der Bundesstraße 31, zwischen den Überlinger Ortsteilen Brünnensbach im Osten, Hödingen im Norden und dem zu Sipplingen gehörenden Ortsteil Süßenmühle im Westen auf einer Höhe von 420 m ü. NHN. Das Naturschutzgebiet umfasst die Flure Spielberg, Oberer und Unterer Dachsberg.

## Name
Als Name für dieses Gebiet hat sich in der Bevölkerung die Bezeichnung Katharinenfelsen eingebürgert. Er leitet sich von der kleinen Felskapelle St. Katharinen ab, die früher am Fuße der Felswand lag, aber zusammen mit den legendären Heidenhöhlen bereits Mitte des 19. Jahrhunderts dem Straßenbau zum Opfer fiel.

## Schutzzweck
Wesentlicher Schutzzweck ist die Erhaltung und Aufwertung der einzigartigen Landschaftsstruktur mit Felsformationen und Gletschertopf. Besonders geschützt und in ihrer ökologischen Funktion gefördert werden sollen insbesondere die Felsformationen mit dem für die weitere Umgebung einzigartigen Gletschertopf, die naturnahe Vegetation mit den Geißklee-Föhrenwaldbeständen, den Felsbandfluren, den Saumgesellschaften und den Halbtrockenrasen sowie die Streuobstbestände.

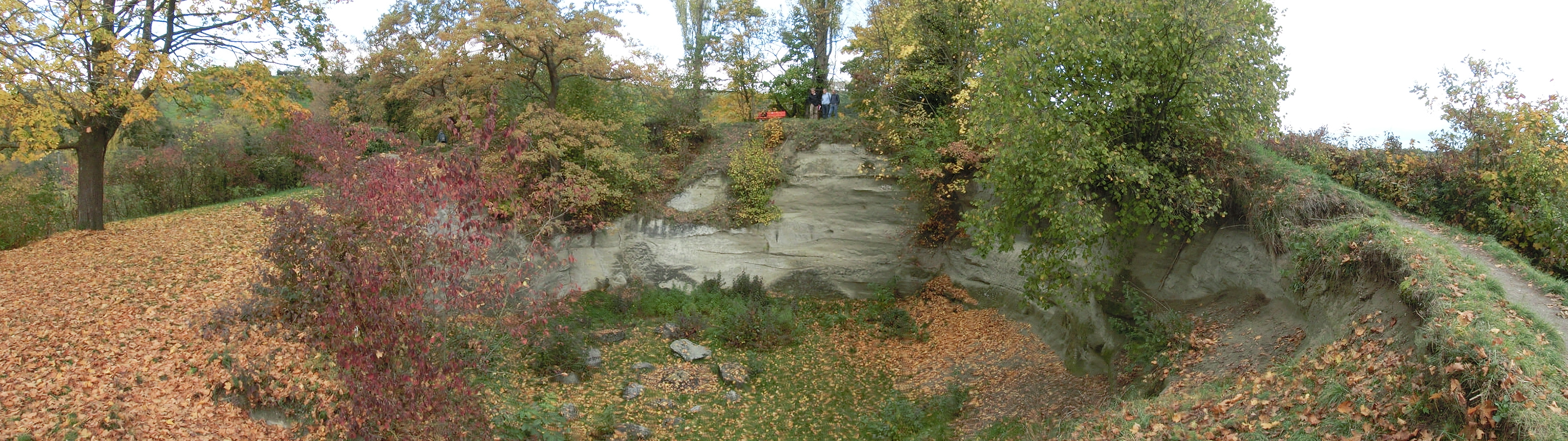
Ein Relikt der Würmeiszeit: die Gletschermühle

## Flora und Fauna

### Flora
Aus der schützenswerten Flora ist neben dem Geißklee-Föhrenwald, Schlehdorn- und Ligustergebüsch folgende Pflanzenart zu nennen:
- Pfingstnelke (Dianthus gratianopolitanus), eine Art aus der Familie der Nelkengewächse